# Morti nel 1352
| Questa pagina contiene informazioni ricavate automaticamente dalle voci biografiche con l'ausilio del template Bio e di un bot. L'aggiornamento è periodico e automatico e ricostruisce completamente la pagina. Se manca una persona in questa lista, sei pregato di non aggiungerla, ma accertati piuttosto che la sua voce biografica contenga il template Bio e che i dati anagrafici siano correttamente compilati. Se il template Bio manca, inseriscilo tu stesso o, in alternativa, metti l'avviso {{tmp\|Bio}} che ne segnala la mancanza. Se i dati riportati sono sbagliati, correggi direttamente la voce biografica; le modifiche saranno visibili in questa lista entro pochi giorni. Per chiarimenti vedi il progetto biografie. La lista contiene solo le 26 persone che sono citate nell'enciclopedia e per le quali è stato implementato correttamente il template Bio. Pagina aggiornata al 10 ago 2025. |

- 30 gennaio - Alice di Norfolk, nobile britannica
- 3 febbraio - Bertrando del Poggetto, cardinale, vescovo cattolico e condottiero francese
- 20 marzo - Obizzo III d'Este, politico italiano (n. 1294)
- 21 aprile - Boleslao III il Prodigo, nobile polacco (n. 1291)
- 19 maggio - Elisabetta d'Austria, duchessa (n. 1285)
- 16 giugno - Guidoriccio da Fogliano, militare italiano (n. 1290)
- 25 giugno - Abu Sa'id Uthman II, sultano
- 14 agosto - Guy II de Nesle, militare francese
- 28 agosto - Giovanni III di Werle, principe
- 13 settembre - Alberto II della Scala, condottiero italiano (n. 1306)
- 15 ottobre - Gilles Li Muisis, storico e poeta francese
- 2 novembre - Ildebrandino Conti, vescovo cattolico italiano
- 1º dicembre - Ademaro Robert, cardinale francese
- 6 dicembre - Papa Clemente VI, papa, vescovo cattolico e cardinale francese (n. 1291)
- 26 dicembre - Giovanni Plantageneto, conte inglese (n. 1330)
- Al-Hakim II, califfo egiziano
- Abu Thabit I, sultano
- Basarab I di Valacchia, sovrano
- Edoardo II di Bar, conte
- Eretna
- Giovanna di Svevia, nobile italiana
- Rogues de Hangest, militare francese
- Spinetta Malaspina, condottiero italiano (n. 1282)
- Matthias di Arras, architetto francese
- Estevan da Guarda, trovatore spagnolo (n. 1270)
- Angelo da Orvieto, architetto italiano